# Joshua van Dalsum
Joshua van Dalsum (* 24. Januar 2003) ist ein deutscher Schauspieler. Er spielte im Film Ellas Entscheidung die Hauptrolle des Lennart und war an zehn Folgen von Die Familiendetektivin beteiligt.

## Filmografie
- 2012: Zappelphilipp
- 2014: Die Familiendetektivin (Fernsehserie, zehn Folgen)
- 2015: Ellas Entscheidung (Fernsehfilm)
- 2015: Abseits (Kurzfilm)
- 2016: Aktenzeichen XY (Sendung vom 02.03.2016)
- 2017: Soko München (Fernsehserie, Folge vom 13.11.)
- 2017: Dieses bescheuerte Herz